# Arthur Lieutenant
Arthur Lieutenant (Jauer, 9 september 1884 – Frankfurt am Main, 10 oktober 1968) was een Oost-Duits liberaal politicus. Lieutenant studeerde economie en was werkzaam als econoom. In 1918 werd hij lid van de Duitse Volkspartij (DVP) en later van de Duitse Democratische Partij (DDP). In 1919 werd hij raadslid van Glogau en van 1931 tot 1933 was hij burgemeester van die stad.
Na 1933 werd hij door de nazi's gearresteerd en werd gevangengezet. In 1945 was hij medeoprichter van de Liberal Demokratische Partei Deutschlands (LDPD) in de Sovjet-bezettingszone. Van 1946 tot 1948 was hij vicevoorzitter van de LDPD en daarna gedurende korte tijd voorzitter (oktober 1948). Van oktober 1948 tot oktober 1949 was Lieutenant minister van Financiën van Brandenburg. In 1948-1949 was hij ook lid van de Provisorische Volkskammer.
In oktober 1949 vluchtte hij naar West-Berlijn en werd lid van de West-Duitse liberale partij FDP. Van 1950 tot 1953 was hij voorzitter van de LDPD-in-ballingschap.
Waldemar Koch · Wilhelm Külz · Arthur Lieutenant · Karl Hamann · Hermann Kastner · Hans Loch · Max Suhrbier · Manfred Gerlach · Rainier Ortleb
- Gemeinsame Normdatei: 124770851
- International Standard Name Identifier: 0000 0000 1376 5337
- Virtual International Authority File: 35398389